# SlivkiShow
«SlivkiShow» («Сливки шоу») — познавательно-развлекательный проект, созданный украинским видеоблогером Юрием Шевченко (более известным как Янив). Основным лицом проекта является кот по имени Куки, а также другие животные. Проект выходит в формате видео на различных языках на YouTube; основная версия — русскоязычная. На канале богатая вариация контента: лайфхаки, реставрация, «Вот, что мы купили», обзор сухпайков и т.п. Также существует канал с обзорами мемов, на котором более 300 выпусков; в среднем видео там собирали около 300 тысяч просмотров. Есть канал, посвящённый исключительно коту Куки.

## История
Проект был основан в 2012 году Юрием Шевченко (более известным как Янив; род. 19 октября 1987 года, Львов). Основной канал на YouTube был создан 11 декабря 2012 года и изначально назывался «SlivkiChanel». На нём выходили подборки смешных видеороликов, однако, в связи с угрозой блокировки из-за нарушения авторских прав, Юрий принял решение создать запасной канал под названием «SlivkiChanel 2». Именно на него (начиная с 81 выпуска) начали публиковаться подборки, пока на основной канал были наложены ограничения со стороны YouTube. Позже название основного канала было изменено на «SlivkiShow», а второго — на «SlivkiChanel». На основном канале стали появляться ролики познавательно-развлекательного жанра. Изначально это были видео в жанре «топ», а уже позже — полезные советы, лайфхаки и DIY. Второй канал тоже был временно активен, но по состоянию на 2023 год не обновлялся уже 7 лет. Позже на YouTube появилось несколько иноязычных версий проекта: русскоязычная (основная), англоязычная, немецкоязычная и две по состоянию на 2021 год неактивные версии — испаноязычная и японоязычная. На китайском языке канал доступен благодаря субтитрам. Также есть канал «Куки» (ранее — «CookyTheCat»), на который выкладываются старые видео с Куки.

## Награды
- В 2016 году канал «SlivkiShow» получил премию NeForum Awards в номинации «Самый полезный блог Рунета»[18][19].
- В сентябре 2018 года канал получил Бриллиантовую кнопку YouTube[20].